# روبرتو هیلبرت
روبرتو هیلبرت (انگلیسی: Roberto Hilbert؛ زادهٔ ۱۶ اکتبر ۱۹۸۴) بازیکن فوتبال اهل آلمان است.
از باشگاه‌هایی که در آن بازی کرده‌است می‌توان به باشگاه فوتبال اشتوتگارت، باشگاه فوتبال بایر ۰۴ لورکوزن، باشگاه فوتبال گروتر فورث، باشگاه فوتبال بشیکتاش، و باشگاه فوتبال نورنبرگ اشاره کرد.
وی همچنین در تیم‌های ملی فوتبال زیر ۲۱ سال آلمان و آلمان بازی کرده‌است.